# Liste guinea-bissauischer Filme
Die Liste guinea-bissauischer Filme enthält Filme, die in Guinea-Bissau produziert wurden.
Die anhaltende politische und wirtschaftliche Instabilität des Landes hat bisher das Entstehen einer Filmwirtschaft in Guinea-Bissau verhindert. 
Die unbestritten wichtigste Figur in der Filmgeschichte des Landes ist der Regisseur Flora Gomes (* 1949 in Cadique). Als bedeutender Schauspieler kann der vor allem in Frankreich arbeitende Umban U'kset gelten, der beispielsweise bereits 1978 neben Michel Piccoli in Lautlose Angst spielte, und jüngst in Aki Kaurismäkis Film Le Havre (2011) zu sehen war. Sana Na N’Hada (* 1950 in Enxalé) ist ein weiterer bekannter Regisseur des Landes.
| Jahr | Titel                              | Regisseur                     | Genre/Bemerkungen |
| ---- | ---------------------------------- | ----------------------------- | --- |
| 1980 | Carnival en Guinée-Bissau          | Sarah Maldoror                | Dokumentation |
| 1984 | Fanado                             | ?                             | Kurzfilm |
| 1986 | N'tturudu                          | Umban U'kset                  | Spielfilm über einen kleinen Jungen, der endlich den Karneval Bissaus sehen will                                            |
| 1990 | Mortu Nega – Vom Tod verschmäht    | Flora Gomes                   | prämierter Spielfilm über eine Frau auf der Suche nach ihrem Mann in den Wirren des Unabhängigkeitskrieges in Guinea-Bissau |
| 1992 | Udju Azul di Yonta                 | Flora Gomes                   | Spielfilm um die heimliche Liebe eines hübschen Mädchens zu einem Veteranen des Unabhängigkeitskrieges                      |
| 1994 | Xime                               | Sana Na N’Hada                | Spielfilm über den Generationenkonflikt                                                                                     |
| 1995 | A Máscara                          | Flora Gomes                   | |
| 1996 | Po di Sangui                       | Flora Gomes                   | Spielfilm |
| 2005 | Bissau d'Isabel                    | Sana Na N’Hada                | Dokumentation des multi-ethnischen Alltags in Bissau am Beispiel der Hausfrau und Mutter Isabel (auch DVD)                  |
| 2009 | A Pegada de Todos os Tempos        | Flora Gomes                   | Kurzfilm |
| 2010 | Hepicat                            | Nuno Portugal                 | Kurzfilm |
| 2010 | Los dioses de verdad tienen huesos | David Alfaro, Belén Santos    | Dokumentation über die schwierigen Lebensumstände in Guinea-Bissau                                                          |
| 2011 | Hortas di Pobreza                  | Sara de Sousa Correia         | Dokumentation über das isolierte Balanta-Dorf Pobreza im Süden Guinea-Bissaus, Filmpreis beim FESTin 2011                   |
| 2012 | A República di Mininus             | Flora Gomes                   | Spielfilm mit Danny Glover in der Hauptrolle                                                                                |
| 2013 | Bafatá Filme Clube                 | Silas Tiny                    | Dokumentarfilm mit dem Vorführer des verlassenen Kinos in Bafatá als Ausgangspunkt (auch DVD)                               |
| 2013 | O Espinho Da Rosa                  | Filipe Henriques              | mysteriöses Filmdrama |
| 2013 | Tabatô                             | João Viana                    | halbdokumentarischer Kurzfilm über einen Kriegsveteranen im Dorf Tabato                                                     |
| 2013 | A Batalha de Tabatô                | João Viana                    | prämierter Film, angelehnt an den Kurzfilm                                                                                  |
| 2014 | Água para Tabatô                   | Paulo Carneiro                | Dokumentarfilm über ein gesunkenes Fährschiff                                                                               |
| 2018 | África na Europa                   | Atcho Express (Jacinto Mango) | Kurzfilm, beim FESTin 2018 ausgezeichnet                                                                                    |